# WX02A
WX02Aとは、ウィルコム向けに供給されているエイビット製の音声用PHS（W-OAM）端末である。愛称はイエデンワ。

## 概要
エイビットがコンシューマー向けに発売する、固定電話の外見と操作性を持つ端末。その外見通りEメール及びライトメールに対応していないため、主に新ウィルコム定額プランSを利用するユーザ向けに、通話のみに機能を絞った端末という位置づけとなっている。給電は通常本体後面のマイクロUSBポートに付属のACアダプターを装着してコンセントから行われるが、本体下部に単3形乾電池を装着することで、コンセントがない場所・状況での利用が可能である。
ちなみに、本体前面に赤外線ポートが有り、赤外線通信に対応する携帯電話等との間で電話帳データの送受信を行えるが、本端末上では(漢字表記に非対応のため)受信データは全て半角カナ・英数字で表示されるほか、本端末上で作成した電話帳データもまた他の携帯電話等では全て半角カナ・英数字で表示される。

## 沿革
- 2011年
  - 9月21日 発表。
  - 11月25日 発売。
  - 12月13日 一部の自動音声応答案内(Interactive Voice Response、IVR)へのプッシュボタン信号音の送信動作改善に関するソフトウェア更新が公開される(Ver01.00→Ver01.01)。
- 2012年
  - 3月 宮城県がウィルコムの協力のもと、県内各地の公共施設にイエデンワを合計982台導入[1]。
  - 4月25日 電話機の動作の安定性向上に関するソフトウェア更新が公開される(Ver01.01→Ver01.02)。

## 詳細仕様
- アドレス帳：1000件（1件につき、3番号まで登録可）
- メール：非対応
- ブラウザ：なし
- その他機能：赤外線通信機能
- 標準セット：本体、ACアダプター[2]、取扱説明書（保証書）